# Tretåig hackspett
Tretåig hackspett (Picoides tridactylus) är en hackspett som förekommer över hela tajgaområdet i Palearktis och i ett antal isolerade bergsområden längre söderut. Tidigare behandlades den nordamerikanska vedspetten (Picoides dorsalis) som en del av den tretåiga hackspetten, men urskiljs numera oftast som egen art.
Tretåig hackspett mäter 21,5–24 centimeter, är svartvit och den adulta hanen har gul hjässa. Det svenska trivialnamnet och det vetenskapliga namnet tridactylus, som betyder "tre tår", har den fått för att den just har tre tår. Den är starkt bunden till gran men förekommer lokalt i annan skogstyp. Den hackar efter föda på döda eller mycket skadade träd. Tretåig hackspett livnär sig främst av insekter, som den fångar genom att hacka eller peta i barken på mestadels döda eller starkt skadade träd. Huvudfödan utgörs av larver, puppor och omogna imagines av barkborrar, vivlar, praktbaggar, träbockar, trästeklar och träfjärilar.
Tretåig hackspett blir könsmogen efter ett år, är monogam under häckningssäsongen och parbildningar som varar över flera år förekommer. Paret hackar vanligtvis ett nytt häckningshål varje år, i döda eller döende barrträd. Kullen består av tre till fem ägg som ruvas av båda föräldrar i ungefär 12 dagar. Ungarna matas och vårdas av båda föräldrarna under 21 till 25 dagar. Efter detta följer en längre period, upp till två månader, då ungarna fortfarande regelbundet, men senare endast mer sporadiskt, matas av föräldrarna.
Bestånden har påverkats negativt av det moderna skogsbruket. I Sverige är den exempelvis upptagen på ArtDatabankens röda lista som nära hotad.

## Utseende, fältkännetecken och läte
Inom sitt utbredningsområde är den adulta hanen av tretåig hackspett omisskännlig eftersom den är den enda svartvita hackspetten i sin storlek som helt saknar rött eller rosa i fjäderdräkten och som har gul hjässa. Den adulta fågeln är 21,5–24 centimeter lång, har ett vingspann på 32–38 cm och väger 46–76 gram. Den har svarta vingar med vita markeringar, vit hals och buk och svart- och vitrandigt huvud. Ryggen är vit med svarta ränder och stjärten är svart med vita ytterfjädrar med svarta strimmor. Hanen har gul hjässa. Många underarter, bland annat nominatformen har vita kroppssidor med svarta strimmor, men exempelvis albidior saknar de svarta strimmorna och har också ett vitare huvud.
Trots att fördelningen mellan svarta och vita fjädrar skiljer sig mycket mellan underarterna är alla tretåiga hackspettar ganska mörka. Kännetecknande är de mörka sidorna, den ljusa skäggranden och det vita ögonbrynsstrecket. Ögonbrynsstrecket fortsätter i en V-form i nacken där det hos de ljusare tajgaunderarterna utmynnar i den vita till vitfläckiga ryggen. På vissa ostasiatiska, samt den europeiska underarten P. t. alpinus, slutar ögonbrynsstrecket på den svarta överryggen. Bukfjädrarna är hos de flesta underarterna svartvita, men hos vissa ostasiatiska underarter är de mörka, nästan helt utan teckning. Vingarnas täckare är svarta, utan vita skuldermärken. Handpennorna och de yttre stjärtfjädrarna uppvisar en svartvit randning. Hanens gula till orangegula hjässa är inte alltid tydlig. Hos den något mattare tecknade honan är hjässan svartgrå. Könen skiljer sig inte till storleken.
Tretåig hackspett har mörka tarser, mörkt blågrå näbb med mörk spets och den adulta fågeln har blåvit iris medan juvenilen har brun. 
I sina rörelsemönster liknar tretåiga hackspetten i stor utsträckning större hackspett. Dock utmärker sig hos den tretåiga hackspetten det spiralformiga uppåthoppandet liksom nedåtrutschandet för stammen som särskilt lätt och lekfullt. Endast mycket sällan befinner de sig på marken och där rör den sig framåt genom att hoppa.
Flykten är kraftigt bågformad. I fallfasen hålls vingarna tätt intill kroppen. Vid plötsliga vändningar kan man höra tydliga vingsus. 

### Läte
Den tretåiga hackspetten är en mindre ljudlig hackspett. Den hörs mer sällan och alla dess ljudyttringar (även trummandet) är mjukare än hos exempelvis större hackspett. Det vanligaste lätet är ett som liknar större hackspettens men är mer dämpat, och låter ungefär gyg eller gygg, ibland också ett hårdare kyk. I skrattet, som är långsammare än hos större hackspett, följer flera element oftast i lätt fallande tonföljd på varandra. Arten har också en rad drillar och andra ljudyttringar. 
Trummandet, som utövas av båda könen, skiljer sig ganska mycket från större hackspettens, men är mycket likt vitryggiga hackspettens. De enskilda trumvirvlarna är mycket långa (ofta 1,1 till 1,4 sekunder för 20 slag) och frekvensen av de sista fem slagen är obetydligt accelererad. Denna accelerering av frekvensen tillsammans med trumvirvelns väsentligt kortare varaktighet gör att man lätt kan skilja den från vitryggiga hackspetten. Hackspettar som bildar par meddelar sig med varandra med långsamma trumvirvlar.

## Utbredning

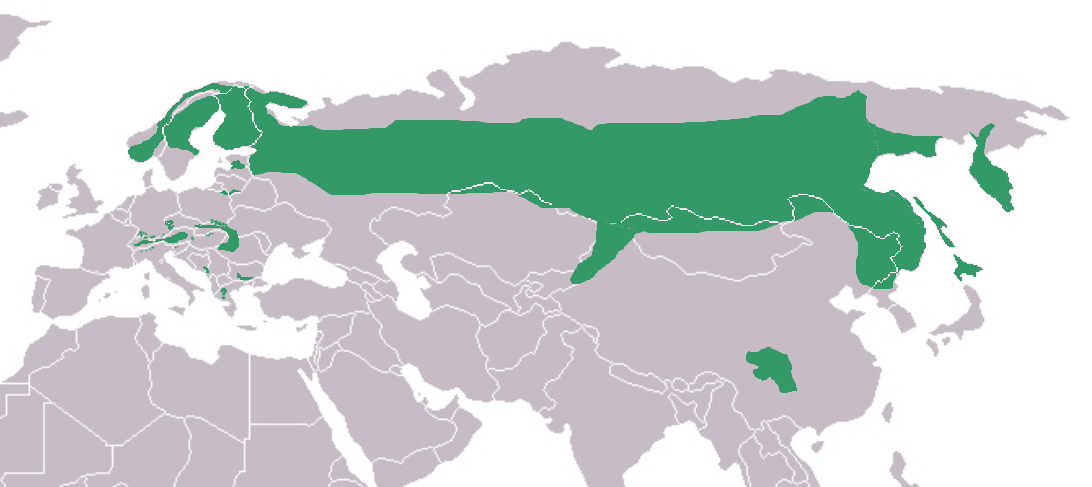
Tretåiga hackspettens utbredning. Vissa behandlar populationen i Kina som den egna arten Picoides funebris.

Tretåig hackspett förekommer på tajgan i Palearktis. Den häckar i hela det nordliga barrskogsbältet från nordöstra Polen, mellersta Skandinavien och Baltikum och österut till Kamtjatka, Sachalin och Hokkaido. Isolerade från det stora sammanhängande utbredningsområdet finns bestånd i Tibet och västra Kina, särskilt i Tian Shan, liksom i vissa bergsområden i Europa.
De mellaneuropeiska och sydosteuropeiska utbredningsområdena, som anses som kvarlevor från istiden, omfattar subalpina till alpina lägen i Alperna, Karpaterna, Dinariska alperna och Rodopibergen. Det förmodas att häckning fortfarande förekommer även i vissa bergsområden i Grekland.
I områdena där underarterna möts finns övergångsformer. Sammantaget är indelningen i underarter av tretåiga hackspetten inte helt enkel, då en underart även i utbredningens kärnområden kan uppvisa betydande individuella skillnader. 

### Underarter och deras utbredningar
Olika auktoriteter erkänner olika många underarter. Listan nedan följer Clements et al. 2019:
- vanlig tretåig hackspett[7] P. t. tridactylus inklusive sakhalinensis (Buturlin, 1907) – nominatformen förekommer från Skandinavien till norra Mongoliet, Manchuriet och Sachalin
- P. t. crissoleucus (Reichenbach, 1854) – förekommer i tajgan från Uralbergen och österut till Ochotska havet
- P. t. albidior (Stejneger, 1888) – isolerade bestånd förekommer på södra Kamtjatka och vissa närliggande öar; förekommer möjligtvis även på de nordligaste japanska öarna
- P. t. alpinus (C. L. Brehm, 1831) inkl tienschanicus (Buturlin, 1907), kurodai (Yamashina, 1930) & inouyei (Yamashina, 1943) – förekommer i bergstrakter i Europa, nordöstra Korea och i Hokkaido i norra Japan; trots det stora utbredningsavståndet uppvisar dessa taxa endast små färgningsskillnader (se beskrivning ovan)
- P. t. funebris (J. Verreaux, 1871) – förekommer i ett isolerat område från sydvästra Kina till Tibet; behandlas av vissa som den egna arten Picoides funebris

Underarterna tridactylus, crissoleucus och albidior har mestadels kraftig näbb, vitt nedre ryggparti nästan utan fläckar, är relativt kontrastfattiga och har ljusare sidteckning. Dessa underarter blir ljusare från väster till öster, och albidor uppvisar en vit buk nästan utan teckning. Underarten alpinus är något mindre än de boreala underarterna och som helhet mörkare men fördelning svart och vitt varierar. 
Taxonet funebris är ännu mörkare än alpinus.Foto funebris - hona Undersidan är helsvart med vita fläckar från bröst till undergump. Även näbb och fötter är svarta (tretåig hackspett har grå fötter och ljus undre näbbhalva) och stjärten har mycket mindre utbredd vit bandning. Hakan, strupen och de ljusa strecken i ansiktet är vidare snarare ljust gulbruna än vita och honan har i princip helsvart hjässa utan vita streck.

### Artgränser

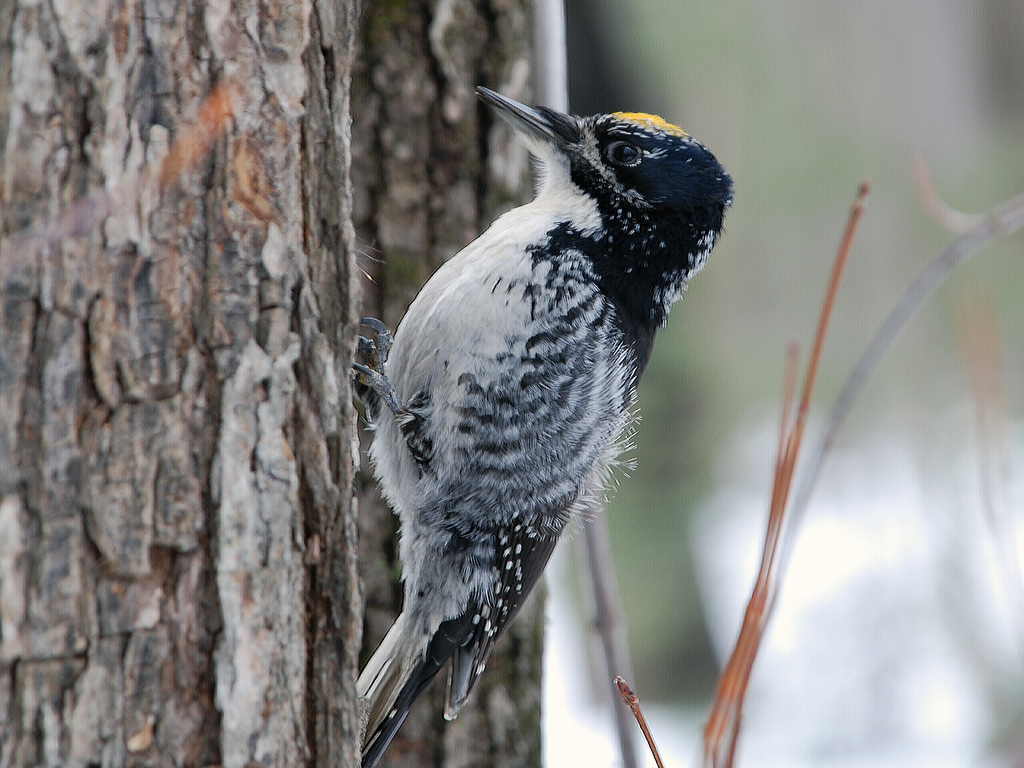
Vedspett som numera kategoriseras som egen art.

Vedspett (Picoides dorsalis) med sina undertaxa behandlades tidigare som nearktiska underarter till tretåig hackspett. Studier har dock visat på en förhållandevis stor genetisk divergens mellan nearktiska och palearktiska tretåiga hackspettar, vilket resulterat i att de amerikanska taxonen numera behandlas som en egen art, exempelvis av American Ornithologists' Union, IUCN, BirdLife Sverige och Clements 2019. Dessa taxa är något mindre än nominatformen av tretåig hackspett, respektive den stora boreala underarten crissoleucus. Vedspettarna är mycket ljusa och skiljer sig från varandra framförallt genom olika fördelning av fjäderdräktens svarta och vita partier.
BirdLife International intar dock en annan hållning, där vedspetten inkluderas som en del av tretåig hackspett. Däremot urskiljer de istället den avvikande kinesiska underarten funebris som den egna arten Picoides funebris.

### Utbredning i Mellaneuropa
Underarten alpinus är en sällsynt och endast ofullständigt utbredd häckfågel i mellaneuropeiska barrskogar på submontana och montana (till subalpina) nivåer. Tyngdpunkter för utbredningen ligger i Österrike i Steiermark (framförallt i Niedere Tauern liksom Hochschwabsområdet och i Vorarlberg, särskilt i  Bregenzerwald och i Montafon. De tyska häckningsområdena är koncentrerade i Schwarzwald, i württembergska och bayerska Allgäu, i nationalparken Berchtesgaden och i nationalparken Bayerischer Wald. Även i Schweiz är arten endast en lokal häckfågel, vars förekomst och gynnsamma lägen är begränsade inom Alpernas huvudkedja. Sedan 1990-talet är häckningsbestånd kända också i Jurabergen i Schweiz, vilkas stabilitet ännu inte kunnat utläsas.
Goda och stabila populationer finns vidare i Tjeckien och Slovakien. I dessa utbredningsområden kan de tretåiga hackspettar som häckar norr om Höga Tatra liksom norr om Beskiderna mestadels räknas till nominatformen. 
Arten uppträder också regelbundet i Slovenien och i nordligaste Italien, även om den häckar i mindre antal. Också i de höga lägena i norra och särskilt nordöstra Ungern räknas P. t. alpinus mycket sporadiskt till häckfågelfaunan.
Vertikalt är förekomsten i hela det mellaneuropeiska beskrivningsområdet begränsad till höjdlägen mellan 700 och 2000 meter, vartill de lägst belägna häckningsplatserna i södra Schwarzwald och i västra Niederösterreich ligger ungefär 600 meter över havet. De högst belägna bevisen för häckning har hittats i de södra kalkalperna nära 2000 meter över havet.

### Förekomst i Sverige
I Sverige häckar tretåig hackspett i barr- och blandskog med stort inslag av döda och döende träd, även fjällbjörkskog, i norra Sverige regelbundet söderut till en linje från norra Dalsland via Närke och Västmanland till mellersta Uppland. Enstaka häckningar har skett i Götaland. Idag är dess främsta livsmiljö fjällnära skogsområden. Beräkningar antyder att cirka 45 % av beståndet finns i Lappland.

### Vandringar
De flesta tretåiga hackspettar är stannfåglar, som stannar i häckningsområdet även vid kallt väder. Vissa bestånd (framför allt i Öst- och Centralasien) verkar vara partiella flyttfåglar eller delflyttare. Detta kan också förekomma hos de nearktiska underarterna, åtminstone töms de nordligaste häckningsplatserna under vintermånaderna. Ibland förekommer eruptiva vandringar av hela populationer, som kan få invasionskaraktär.

## Ekologi

### Biotop

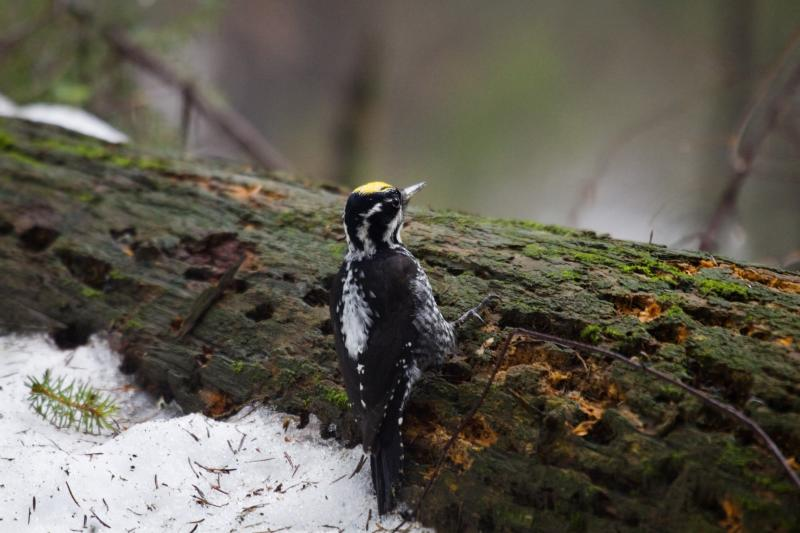
Tretåig hackspett hackar efter föda på döda eller mycket skadade träd.

Tretåiga hackspetten är mycket starkt bunden till gran, men häckar också, om än inte lika tätt, på tallskogstajga eller i lärk- och cembratallskogar. I den nordligaste tajgan förekommer den också i rena björkskogar. 
P. t. alpinus häckar nästan uteslutande i rena granskogar, endast tillfälligtvis förekommer den också i gamla bestånd av vanlig tall (Pinus silvestris) och  makedonisk tall (Pinus peuce). Skogar med litet inslag av skogsbruk och en stor andel döda eller skadade träd bildar ideala biotoper. I låglandsområden föredrar den alltid fuktiga, sumpiga skogsområden framför torra, och i subalpina lägen i Mellan- och Sydeuropa är det framförallt autokton granskog som är dess idealbiotop.

### Beteende
Tretåiga hackspetten är en utpräglad hack- och klätterspett. Aktivitetsperioderna börjar när solen går upp och slutar när den går ner, men utpräglat dåligt väder kan förkorta perioden något. 
Vilo- och putsningstunder under dagen (mestadels vid middagstid) tillbringar hackspetten sittande på en stam. På natten sover den oftast i ett hål. När den agerar fientligt eller aggressivt påminner dess beteende om större hackspettens, men den verkar vara något fridsammare. Tretåig hackspett är förhållandevis inte särskilt skygg. Ofta låter den människor komma på ett avstånd av fem meter innan de flyger iväg. Mestadels förflyttar de sig då omärkligt, utan att ge ifrån sig läten. 
Tretåiga hackspettar, som inte lämnar sitt häckningsrevir under vintermånaderna, är revirhävdande även utanför häckningstiden. Dessutom delar hanar och honor ofta det nedärvda häckningsreviret, och aggression mellan makarna är tydligt begränsad. Oftast blir dock honan bortträngd om området inte är tillräckligt optimalt.

### Häckning

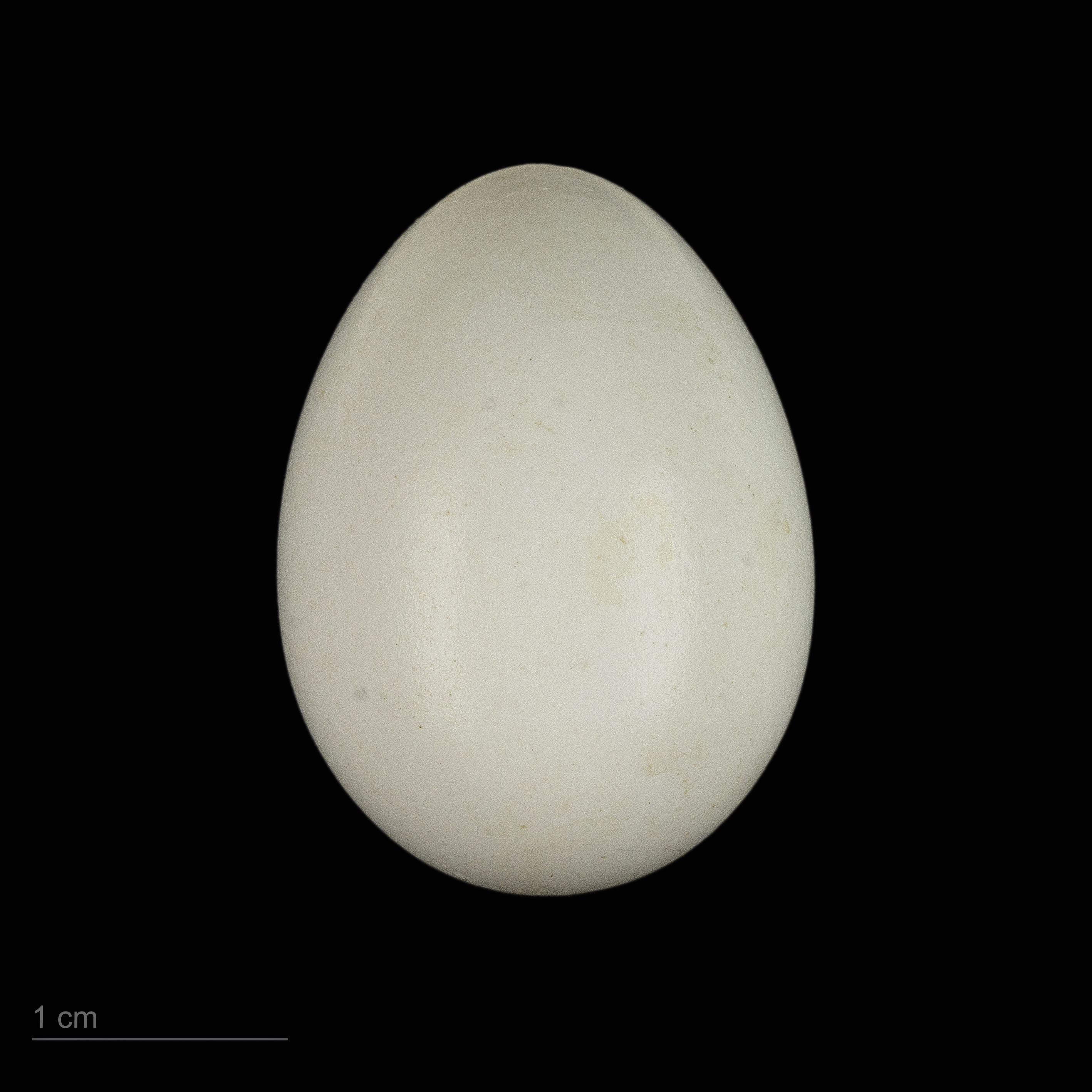
Picoides tridactylus

Tretåig hackspett blir könsmogen efter ett år och är monogam under häckningssäsongen. Parbildningen verkar vara rätt stark även utanför häckningsperioden, oberoende av tillgänglighet på alternativpartner. Parbildningar som varar över flera år har iakttagits. I sådana fall finns det en lösare sammanhållning även under vintermånaderna. Leken och revirgrundandet kan börja redan på midvintern och sluta mellan början av april och slutet av maj. Frånsett en lång och ihållande trumning märks inte den tretåiga hackspetten speciellt mycket ens under denna tid.  
Tretåiga hackspettar anlägger nya häckningshål varje år. De urgröps av båda könen i döda eller döende barrträd, mest granar. Endast undantagsvis används häckningshål från tidigare år eller från andra hackspettar. 
Äggen är tre till fem till antalet och helvita och spetsovala. De läggs på hålets botten, som bara mjukas upp med hackspån, och ruvas av båda föräldrar under regelbunden avlösning i ungefär 12 dagar. Ungarna matas och vårdas av båda föräldrarna under 21 till 25 dagar innan de lämnar häckningshålet. Efter detta följer en längre period, upp till två månader, då ungarna fortfarande regelbundet, men senare endast mer sporadiskt, matas av föräldrarna.
Oftast sker endast en häckning per år. Endast i undantagsfall tillkommer en ersättningshäckning.
Ungfåglarna blir flygga sent, stannar länge hos föräldrarna och har en uppenbart stark familjesammanhållning. De utflugna ungfåglarna finner man ofta i den närmaste omgivningen, men ungfåglar som ringmärkts i boet har återfunnits även inom en relativt vid omkrets från häckningsplatsen.

### Föda
Den tretåiga hackspetten livnär sig framför allt av insekter, som den fångar genom att hacka eller peta i barken på mestadels döda eller åtminstone starkt skadade träd. Larver, puppor och omogna imagines av barkborrar, vivlar, praktbaggar, träbockar, liksom trästeklar och träfjärilar spelar den största rollen i artens näringsspektrum. 
Tretåiga hackspetten äter endast i ringa omfattning vegetabilisk föda. Möjligtvis förtärs vid brist på föda, eller som komplement, regelmässigt granfrön. 
Ett viktigt inslag i tretåiga hackspettens födosök är emellertid, liksom för andra brokspettar, att den ”ringar” granar, det vill säga hackar små hål i stammen och suger ut sav. Sannolikt används trädens sav (och kåda) även till ungarna.

## Tretåig hackspett och människan

### Status och hot
Sammantaget är den globala populationen inte i fara och IUCN kategoriserar tretåig hackspett som livskraftig (LC), som dock inkluderar vedspett i bedömningen men exkluderar underarten funebris (den senare bedöms separat, också som livskraftig). Arten kan temporärt tjäna på stormfälld skog med en ökad mängd barkborre, och då utvidga sitt häckningsområde. Världsbeståndet uppskattas mycket preliminärt till mellan sex och 14,5 miljoner vuxna individer.
I Europa minskade arten i delar av utbredningsområdet 1970–2000, men beståndet ansågs vara stabilt 1990–2000. Efter det är dock trenden okänd. De huvudsakliga orsakerna är intensifieringen av skogsbruk och anläggning av trakthyggesbruk. I de övriga nordösteuropeiska staterna tycks populationerna vara stabila, och från Estland rapporteras till och med en ökning. Från huvudutbredningsområdena i Sibirien föreligger varken beståndsuppskattningar eller populationsstal.  
Underarten alpinus har uppenbart kunnat utvidga sitt häckningsområde under de senaste åren. En del av förklaringen till detta dokumenterade återtagande av sedan länge övergivna häckningsområden kan dock vara noggrannare kartering i de olika studierna. 

### Status i Sverige
Från att för ha varit en vanlig häckfågel har tretåig hackspett minskat kraftigt på många håll eller till och med försvunnit. I närheten av Boden i Norrbotten minskade arten med 30 % 1990–2004 och i Västerbotten 35 % 1994–2004. I Dalarna skattades antalet tretåiga hackspettar i mitten av 1980-talet till 400–800 par, men i början av 2000-talet till cirka 230 par (90–370), det vill säga en minskning på cirka 60 % under 20 år. Enligt svensk häckfågeltaxering minskade den tretåiga hackspetten årligen med 13 % under åren 1996–2003, men trenden tycks därefter ha stabiliserat sig. År 2008 uppskattades arten till 11 000 par i landet. Framtidsutsikterna bedöms dock vara dåliga, och arten är upptagen på Artdatabankens röda lista som nära hotad. 2020 skattades antalet reproduktiva individer till 15 800 (11 400–21 800).
I Sverige kopplas tretåiga hackspettens tillbakagång till skogsbrukets intensifiering. Artens behov av träd med olika åldrar, vindfällen, insektsangripen skog, brandfält och sumpskog med hög självgallring har blivit alltför små och sällsynta för att den ska kunna upprätthålla stabila populationer.

### Namn
Det svenska trivialnamnet "tretåig hackspett" och det vetenskapliga artepitetet tridactylus, som betyder "tre tår" på latin, har arten fått just för att den har tre tår på varje fot. Ett äldre svenskt namn är nordspätt.